# María Luisa San José
María Luisa San José Seivane (Madrid, 22 de enero de 1946) es una actriz española.

## Cine
Su primer trabajo fue en la sección de revelado de un laboratorio cinematográfico, Madrid Film. De ahí salta a la publicidad y después a la interpretación, debutando en el cine en 1964 con Hagan juego, señoras, de Marcel Ophüls.
Alcanza especial notoriedad durante la década de los setenta, llegando a ser una de las actrices más asiduas en las comedias sin pretensiones de la época, conocidas popularmente como españoladas, y uno de los rostros más aclamados en la prensa y las revistas nacionales. En su haber constan títulos como Las señoritas de mala compañía (1973), Jenaro, el de los 14 (1974), Mi mujer es muy decente, dentro de lo que cabe (1975), La mujer es cosa de hombres (1975), Cuando Conchita se escapa no hay tocata (1976) o Más fina que las gallinas (1976).
En su etapa de madurez, ha trabajado con directores como Eloy de la Iglesia (El diputado, 1978), Antonio Giménez Rico (Soldadito español, 1988) o Carlos Saura (Pajarico, 1997).

## Teatro
En teatro ha desarrollado también una carrera notable, interviniendo, entre otros, en los montajes de Adiós, señorita Ruth (1972) de Emlyn Williams,  Así que pasen cinco años, (1978), de Federico García Lorca, Yo me bajo en la próxima, ¿y usted? (1982), Tirante el Blanco (1987), Con la mosca en la oreja (1988), con Analía Gadé y Vicente Parra., Edipo en Colono (1992), La discreta enamorada (1994), de Lope de Vega, dirigida por Miguel Narros, Ricardo III (1998) de William Shakespeare, La mujer que se parecía a Marilyn (2007), de Eduardo Galán, con Isabel Aboy, y Un enredo casi familiar (2011), con Jaime Blanch.

## Televisión
También ha sido frecuente su presencia en televisión, desde la serie Animales racionales (1972-1973), con Antonio Casal, El pícaro (1974), con Fernando Fernán Gómez, Diálogos de un matrimonio (1982), con Jesús Puente y Cuentos imposibles (1984), de Jaime de Armiñán, hasta las tele-novelas Nada es para siempre (2000) en Antena 3 y Géminis, venganza de amor (2002) en TVE o las comedias Habitación 503 (1993), Los negocios de mamá (1997), con Rocío Dúrcal y El inquilino  (2004), con Jorge Sanz.

## Curiosidades
- Fue patrona de la Fundación Casa del Actor.
- En 1971 inició un largo noviazgo con el actor Manuel Sierra Archivado el 5 de febrero de 2022 en Wayback Machine..

## Filmografía
- Hagan juego, señoras, (1965)
- El arte de vivir, (1965)
- De barro y oro, (1966)
- El milagro del cante, (1967)
- Club de solteros, (1967)
- Vestida de novia, (1967)
- Los subdesarrollados, (1968)
- Los que tocan el piano, (1968)
- Hombre en la trampa, (1969)
- Vamos por la parejita, (1969)
- Las panteras se comen a los ricos, (1969)
- Las gatas tienen frío, (1970)
- El huésped del sevillano, (1970)
- Cuadrilátero, (1970)
- Las señoritas de mala compañía, (1973)
- Jenaro, el de los 14, (1974)
- Tormento, (1974)
- Los nuevos españoles, (1974)
- Mi mujer es muy decente, dentro de lo que cabe, (1975)
- País, S.A., (1975)
- La mujer es cosa de hombres, (1975)
- Esclava te doy, (1976)
- Emilia, parada y fonda, (1976)
- Cuando Conchita se escapa, no hay tocata (1976)
- Más allá del deseo, (1976)
- Más fina que las gallinas, (1977)
- El bengador Gusticiero y su pastelera madre, (1977)
- Hasta que el matrimonio nos separe, (1977)
- El ladrido, (1977)
- Estimado sr. juez..., (1978)
- Borrasca, (1978)
- El diputado, (1978)
- El homnbre que yo quiero, (1978)
- Mis relaciones con Ana, (1979)
- Tierra de rastrojos, (1980)
- El gran secreto, (1980)
- Busco amante para un divorcio, (1981)
- La gran quiniela, (1983)
- De hombre a hombre, (1985)
- Réquiem por un campesino español, (1985)
- A la pálida luz de la luna, (1985)
- Teo el pelirrojo, (1986)
- Tirante el Blanco, (1987)
- Soldadito español, (1988)
- La sombra del ciprés es alargada, (1990)
- A solas contigo, (1990)
- Dos hombres y una mujer, (1994)
- Pajarico, (1997)
- Adiós con el corazón, (2000)
- Abraza mis recuerdos, (2011)
- WWW., (2012) [nota 1]
- Última función (Cortometraje, 2012)

## Actuaciones en televisión
- El irreal Madrid (Película de televisión, 1969)
- Hora Once
  - El duelo (8 de mayo de 1970)
  - El maestro (22 de abril de 1972)
  - El hotel azul (17 de junio de 1972)
  - El velo negro (21 de octubre de 1972)
- Historias de Juan Español
  - Juan Español, solterón (25 de octubre de 1972)
- Stop
  - Una piedra ensangrentada (30 de octubre de 1972)
- Animales racionales
  - Más malignos todavía (11 de diciembre de 1972)
  - El ángel de las tinieblas (18 de diciembre de 1972)
  - Pequeños granujas (5 de septiembre de 1973)
  - Otra vez Tarzán (10 de octubre de 1973)
- Estudio 1
  - ¿Quién soy yo? (23 de marzo de 1973)
  - Papá se enfada por todo (10 de agosto de 1973)
- Novela
  - La actriz (23 de julio de 1973)
  - Entre visillos II (25 de febrero de 1974)
  - Entre visillos III (27 de febrero de 1974)
  - Entre visillos IV (28 de febrero de 1974)
  - Entre visillos VI (4 de marzo de 1974)
  - Selma Lagerlöf (29 de julio de 1974)
- Ficciones
  - Trilby (18 de agosto de 1973)
  - La huella del tiempo (26 de enero de 1974)
- La cometa naranja
  - El hombre que perdió su sombra (10 de marzo de 1974)
- Los libros
  - Cuentos de La Alhambra (25 de marzo de 1974)
- El teatro
  - Usted tiene ojos de mujer fatal (13 de enero de 1975)
- El pícaro
  - De cómo la vanidad es mala compañía para andar por caminos y posadas (22 de enero de 1975)
- Im Auftrag von Madame
  - Der Flaschengeist (5 de febrero de 1975)
- Sergeant Berry
  - ... und die silberne Hochzeit (3 de septiembre de 1975)
- Este señor de negro
  - Petrita (17 de diciembre de 1975)
- IOB Spezialauftrag
  - Der experte (16 de febrero de 1981)
- Diálogos de matrimonio [nota 2]
  - Ella y él (11 de enero de 1982)
  - La cena (18 de enero de 1982)
  - La visita (25 de enero de 1982)
  - Madre e hija (1 de febrero de 1982)
  - Del amor, el matrimonio y otras menudencias (8 de febrero de 1982)
  - Ella contra él (15 de febrero de 1982)
  - Aniversario (22 de febrero de 1982)
  - El jefe (1 de marzo de 1982)
  - El jefe II (8 de marzo de 1982)
  - La rubia del sexto (15 de marzo de 1982)
  - La edad difícil (22 de marzo de 1982)
  - Problemas familiares (29 de marzo de 1982)
  - El premio (5 de abril de 1982)
- Cuentos imposibles
  - Nuevo amanecer (9 de octubre de 1984)
  - ¡Ha dicho papá! (23 de octubre de 1984)
- Veraneantes
  - La tormenta I (7 de enero de 1985)
  - La tormenta II (14 de enero de 1985)
  - La tormenta III (21 de enero de 1985)
  - El bosque II (4 de febrero de 1985)
  - El crepúsculo I (11 de febrero de 1985)
  - El crepúsculo II (18 de febrero de 1985)
  - El crepúsculo III (25 de febrero de 1985)
- Página de sucesos
  - Camellos, caballos y monos (29 de noviembre de 1985)
- Habitación 503 [nota 3]
- Villa Rosaura
  - La prima del embajador (4 de septiembre de 1994)
- El día que me quieras
  - Con la misma moneda (12 de octubre de 1994)
- Farmacia de guardia
  - El forúnculo (3 de noviembre de 1994)
- La mujer de tu vida
  - Las mujeres de mi vida (10 de noviembre de 1994)
- Canguros
  - Temor y temblor (2 de diciembre de 1994)
- Aquí hay negocio
  - Juegos de guerra (1 de abril de 1995)
- Función de noche
  - La discreta enamorada (17 de julio de 1996)
- Los negocios de mamá
  - Renovarse y vivir (7 de abril de 1997)
  - Un lugar en nuestro corazón (14 de abril de 1997)
  - ¿Familia feliz? (28 de abril de 1997)
  - París, mon amour (5 de mayo de 1997)
  - El cumpleaños de papá (12 de mayo de 1997)
  - Mi hermana del alma (19 de mayo de 1997)
  - Todo para ti (27 de mayo de 1997)
  - La exiliada (18 de junio de 1997)
  - Una novela (1 de julio de 1997)
  - Las alarmas siempre suenan dos veces (2 de julio de 1997)
  - El lumbago del sábado noche (9 de julio de 1997)
  - La mujer ideal (16 de julio de 1997)
  - Mamá va a ser mamá (23 de julio de 1997)
- Nada es para siempre
  - Temporada 2, episodio 1 (10 de julio de 2000)
- Géminis, venganza de amor [nota 4]
- ¿Se puede?
  - Doble equívoco-Sueño en colores-La manicura-Las viudas (31 de julio de 2004)
- El inquilino
  - La llegada (5 de septiembre de 2004)
  - Un humano llamado Leo (12 de septiembre de 2004)
  - Solo ante el peligro (2004)
  - Atando cabos (2004)
  - Tapando agujeros (2004)
  - Secretos (2004)
  - Vienen a por Leo (2004)
  - Córrete una juerga (2004)
  - Una noche loca (7 de noviembre de 2004)
  - Una noche loca II (2004)
  - Almas gemelas (14 de noviembre de 2004)
  - Polvos mágicos (21 de noviembre de 2004)
  - Despedida embarazosa (28 de noviembre de 2004)
  - El comisario
  - Mejor no saber (14 de febrero de 2006)
  - En el límite del mal (28 de noviembre de 2006)
- Hospital Central
  - El valor de los cobardes (18 de junio de 2008)
  - Mil grados de separación (14 de abril de 2009)
- La que se avecina
  - Unas placas solares, una chacha yonqui y un montón de mierda (10 de noviembre de 2014)
  - Un yonqui centenario, un inquilino múltiple y un acto filatélico (8 de mayo de 2019)